# Антропьево (Ярославская область)
Антропьево — деревня в Любимском районе Ярославской области России. Входит в состав Осецкого сельского поселения.
С точки зрения административно-территориального устройства входит в состав Осецкого сельского округа. С точки зрения муниципального устройства входит в состав Осецкого сельского поселения.
Фактически урочище. 

## География
Находится в пределах центральной части Московской синеклизы Восточно-Европейской (Русской) платформы.
Поблизости находятся следующие населённые пункты: Акулово, Ананьино, Борисовское, Власуново, Нагорское, Починок (Осецкий сельсовет), Пречистое, Санино, Семендяево, Стругуново, другие.

### Климат
Климат характеризуется как умеренно-континентальный с умеренно-теплым влажным летом, умеренно-холодной зимой и ярко выраженными сезонами весны и осени. Среднегодовая температура — +3,2°С. Средняя температура самого тёплого месяца (июля) — +18,2°С; самого холодного месяца (января) — −11,7°С. Абсолютный максимум температуры — +34°С; абсолютный минимум температуры — −35°С.

## Население
| 2007 | 2010 |
| ---- | ---- |
| 0    | →0   |

## Транспорт
Просёлочные дороги. 